# Miki Maya
Miki Maya (真矢みき?, Maya Miki; Hiroshima, 31 gennaio 1964) è un'attrice giapponese, il suo vero nome è Miki Satō (佐藤美季?) da nubile e Miki Nishijima (西島美季?) da sposata.
Ha debuttato nei primi anni ottanta coi musical teatrali prodotti dalla compagnia Takarazuka Revue, divenendo presto una delle prime star della troupe per il suo ruolo svolto in La valle dell'Eden. Si è ritirata dalla compagnia nel 1998 per iniziare una fiorente carriera come attrice televisiva in molti dorama stagionali, affiancando vari idol maschili.
Ammirata soprattutto per i ruoli forti e decisamente non femminili che spesso assume, tanto da darle un'immagine di otokoyaku (男役? "personaggio maschile").
Attualmente è conduttrice del programma di informazione “Vivit”  bibitto (ビビット?)
insieme a Kokubun Taichi ( 国分太一?) tastierista dei TOKIO, trasmesso dalla rete TBS ogni mattino dal lunedì al venerdì.

## Filmografia

### Cinema
- Itsuka 'A' torein ni notte, regia di Toyohisa Araki (2003)
- Musume Dojoji - jyaen no koi, regia di Yukiko Takayama (2004)
- Yôgisha: Muroi Shinji, regia di Ryôichi Kimizuka (2005)
- Maiko haaaan!!!, regia di Nobuo Mizuta (2007)
- Tengoku de kimi ni aetara, regia di Takehiko Shinjô (2007)
- Yôgisha X no kenshin, regia di Hiroshi Nishitani (2008)
- Utahime, regia di Yoshiko Hoshida (2012)
- Odoru daisousasen the Final: Aratanaru kibou, regia di Katsuyuki Motohiro (2012)
- Diner, regia di Mika Ninagawa (2019)
- December, regia di Anshul Chauhan (2022)
- Once Upon a Crime (Akazukin, tabi no tochu de shitai to deau), regia di Yûichi Fukuda (2023)
- Cottontail, regia di Patrick Dickinson (2023)

### Televisione
- Kasuka na Kanojo (Fuji TV, 2013)
- Sousa Chizu no Onna (TV Asahi, 2012)
- Hi wa mata noboru (TV Asahi, 2011)
- Mioka (NTV, 2010)
- Ohitorisama (TBS, 2009)
- Buzzer Beat (Fuji TV, 2009)
- The Quiz Show 2 (NTV, 2009)
- Zettai Kareshi SP (Fuji TV, 2009)
- Danso no Reijin (TV Asahi, 2008)
- Giragira (TV Asahi, 2008)
- Galileo: Episodio Zero (Fuji TV, 2008)
- Sirius no Michi (WOWOW, 2008)
- Shibatora (Fuji TV, 2008)
- Zettai Kareshi (Fuji TV, 2008)
- Attention Please SP (Fuji TV, 2008)
- Tokyo Daikushu (NTV, 2008)
- Shabake (Fuji TV, 2007)
- Galileo (Fuji TV, 2007)
- Shinkansen Girl (NTV, 2007)
- Life (manga) (Fuji TV, 2007)
- Attention Please SP (Fuji TV, 2007)
- Himitsu no Hanazono (Fuji TV, 2007)
- Bengoshi Haijima Hideki (Fuji TV, 2006)
- Attention Please (serie televisiva) (Fuji TV, 2006)
- Kaze no Haruka (NHK, 2005)
- Batsu Kare (TBS, 2004)
- Onjuku Kawasemi (NHK, 2004)
- Teruteru Kazoku (NHK, 2003)
- Boku dake no Madonna (Fuji TV, 2003)
- Dobutsu no Oisha-san (TV Asahi, 2003)
- Tsuhan-Man (TV Asahi, 2002)
- Straight News (NTV, 2000)
- Ai wo Kudasai (Fuji TV, 2000)
- Kizu Darake no Onna (Fuji TV, 1999)